# Route nationale 42 (Japon)
La Route nationale 42 (国道42号, Kokudō yonjūni-gō), également surnommée Route tropicale, est une route nationale japonaise. Elle relie les villes de Hamamatsu, dans la préfecture de Shizuoka et Wakayama, dans la préfecture du même nom. Une partie de la route doit être traversée sur la baie d'Ise par un ferry prévu à cet effet,.
C'est la huitième plus longue route nationale du Japon.
Cette route est surnommée Route tropicale en raison de sa proximité des côtes du pays.

## Données routières
- Longueur : 504,6 km (313,5 mi)
- Origine : Hamamatsu (origine à la jonction avec la route nationale 1)
- Terminus : ville de Wakayama
- Grandes villes traversées : Tahara, Toba, Ise, Matsusaka, Owase, Kumano, Shingū, Tanabe et Gobō.

## Villes traversées
| Préfecture        | Shizuoka         | Aichi             | Mie                                                                                 | Wakayama |
| Villes traversées | Hamamatsu, Kosai | Toyohashi, Tahara | Toba, Ise, Meiwa, Matsusaka, Taki, Ōdai, Taiki, Kihoku, Owase, Kumano, Mihama, Kihō | Shingū, Nachikatsuura, Taiji, Kushimoto, Susami, Shirahama, Minabe, Inami, Gobō, Hidaka, Yura, Hirogawa, Yuasa, Aridagawa, Arida, Kainan, Wakayama |

## Intersections
| Préfecture    | Shizuoka                                                    | Aichi               | Mie | Wakayama |
| Intersections | Route nationale 1, Route nationale 257, Route nationale 301 | Route nationale 259 | Route nationale 167, Route nationale 23, Route nationale 166Autoroute d'Ise, Route nationale 368Autoroute de Kisei, Route nationale 260, Route nationale 425, Route nationale 311, Route nationale 309 | Route nationale 168, Route nationale 371, Route nationale 311, Autoroute d'Hanwa, Route nationale 424, Route nationale 425, Rocade de Yusa-Gobō, Route nationale 480, Route nationale 24, Route nationale 26 |